# 渡边拓海
渡边拓海（日语：渡辺 拓海，1990年10月1日—），出生于日本神奈川縣，日本男性聲優，ARTSVISION所属。

## 经历
由于妈妈喜欢动画和游戏，所以渡边拓海是在家里放着声优杂志的环境下长大的，在他从事声优职业之前就已经对声优产业有了解了。小学的时候，渡边拓海想成为一名游戏程序员。到了中学，游戏中的对话逐渐有完整配音，他发觉自己更喜欢配音这样的表达工作。渡边拓海还参加了铜管乐队俱乐部的独奏比赛，他在乐队里演奏大号。一次，在钢琴伴奏下演奏《嘿，朱迪》时，他很喜欢这个乐曲，并且思考自己演奏乐曲的感受。渡边拓海在思考中察觉到这些感情与他最喜欢的游戏声优重叠，并且他想以此为目标。
初三的时候，渡边拓海想要去有配音系的学校，可是他妈妈希望他去普通高中。后来，渡边拓海进入了日本播音演技研究所，每周学习练习一次配音。在完成第二年的培训课程后，他通过了内部试镜，成为了ARTSVISION的一员。之后，在电视动画《足球骑士》中作为声优出道。

## 人物
兴趣是阅读、慢跑。特长是盲文阅读。

## 出演

### 电视动画
2012年
- 足球骑士（真屋信之介）

2013年
- 归宅部活动记录（ラノベ主人公、勇者バク）
- 银之匙（河合隼人）
- 玉响〜もあぐれっしぶ〜
- 忍者乱太郎（タソガレドキ忍者）

2014年
- 如果她的旗帜被折断了（学生D）
- 金色时光（長谷川）
- selector infected WIXOSS（男子学生）
- 哆啦A梦（轻人B、警察官、宇宙人A）
- 排球少年！！（芝山优生[4]）
- 信长之枪（迈克尔·阿隆索、兵士B）
- 魔法科高中的劣等生（哲、二高选手）
- 名侦探柯南（电视台工作人员）

2015年
- 俺物语！！（中学的朋友2）
- 四月是你的谎言（男学生）
- 食戟之灵（男子学生D）
- 侦探小队KZ事件簿（男子中学生1、不良1）
- 我的青春恋爱物语果然有问题。续（海滨高中学生）
- 游戏王ARC-V（樱木宇、竹田真、炎城骸）

2016年
- 12岁。（艾可[5]）

2018年
- 一人之下 罗天大醮篇/全性篇（萧霄）

2019年
- 偶像梦幻祭（高峯翠[6]）

### 剧场版动画
- 剑风传奇黄金时代篇黄金时代篇
- 哆啦A梦：伴我同行（2014年）

### OVA
- 黑执事（2014年、帕特里克·菲尔普斯）
- 12岁。（2015年 - 2016年、艾可）※漫画第6、7卷限定版
- 排球少年！！陆 VS 空（2020年、芝山优生[7]）

### 游戏
2014年
- 12岁。（2014年 - 2017年、艾可[8][9][10]）
- 排球少年！！繋げ!頂の景色!!（芝山优生[11]）

2015年
- 偶像梦幻祭 / !! Basic（2015年 - 2020年、高峯翠[12]）

2016年
- 新·大雄的日本诞生（黑暗族A）
- 文豪与炼金术师（徳田秋声）

2017年
- 偶像梦幻祭!! Music（高峯翠[13]）

## 作曲家

### 人物歌
| 发售日         | 商品名                                                        | 人物                   | 乐曲名                                             | 备注                               |
| -------------- | ------------------------------------------------------------- | ---------------------- | -------------------------------------------------- | ---------------------------------- |
| 2015年12月23日 | あんさんぶるスターズ！ ユニットソングCD Vol.5 流星隊          | 流星隊                 | 「夢ノ咲流星隊歌」 「天下無敵☆メテオレンジャー！」 | 游戏《偶像梦幻祭》关联曲           |
| 2016年11月23日 | あんさんぶるスターズ！ ユニットソングCD 2nd Vol.05 流星隊     | 流星隊                 | 「五色のShooting☆Star!!!!!」 「流星花火」          | 游戏《偶像梦幻祭》关联曲           |
| 2017年8月9日   | あんさんぶるスターズ！ ユニットソングCD 3rd Vol.01 流星隊     | 流星隊                 | 「SUPER NOVA REVOLU5TAR」 「GROWING STARRY DAYS」  | 游戏《偶像梦幻祭》关联曲           |
| 2018年3月7日   | あんさんぶるスターズ！アルバムシリーズ 流星隊                 | 流星隊                 | 「アンリミテッド☆パワー!!!!!」                     | 游戏《偶像梦幻祭》关联曲           |
| 2018年3月7日   | あんさんぶるスターズ！アルバムシリーズ 流星隊                 | 高峯翠（渡边拓海）     | 「真昼の残像」                                     | 游戏《偶像梦幻祭》关联曲           |
| 2018年3月23日  | brilliant                                                     | ZIX                    | 「brilliant」 「BML」                              | 《ツキノ芸能プロダクション》关联曲 |
| 2019年8月14日  | Stars' Ensemble!                                              | 夢ノ咲ドリームスターズ | 「Stars' Ensemble!」                               | 电视动画《偶像梦幻祭》OP           |
| 2019年11月27日 | あんさんぶるスターズ！ EDテーマ集 VOL.04                      | 流星隊                 | 「メテオ・スクランブル☆流星隊！」                  | 电视动画《偶像梦幻祭》ED           |
| 2020年8月26日  | BRAND NEW STARS!!                                             | ESオールスターズ       | 「BRAND NEW STARS!!」                              | 游戏《偶像梦幻祭》主题曲           |
| 2020年8月26日  | BRAND NEW STARS!!                                             | ESオールスターズ       | 「Walk with your smile」                           | 游戏《偶像梦幻祭》关联曲           |
| 2020年9月11日  | Z.I.X.A.G.                                                    | ZIX                    | 「Z.I.X.A.G.」 「アウトサイダーダンス」            | 《ツキノ芸能プロダクション》关联曲 |
| 2021年2月24日  | あんさんぶるスターズ!! ESアイドルソング season1 流星隊        | 流星隊                 | 「彗星HALATION」 「BRAND NEW STARS!!」             | 游戏《偶像梦幻祭》关联曲           |
| 2021年6月23日  | FUSIONIC STARS!!                                              | ESオールスターズ       | 「FUSIONIC STARS!!」                               | 游戏《偶像梦幻祭》关联曲           |
| 2022年1月22日  | あんさんぶるスターズ!! FUSION UNIT SERIES 06 流星隊 × Knights | 流星隊、Knights        | 「青春Emergency」                                  | 游戏《偶像梦幻祭》关联曲           |
| 2022年1月22日  | あんさんぶるスターズ!! FUSION UNIT SERIES 06 流星隊 × Knights | 流星隊                 | 「FUSIONIC STARS!!」                               | 游戏《偶像梦幻祭》关联曲           |

## 注脚